# Vanilleae
Vanilleae je tribus orhideja iz potporodice Vanilloideae, dio porodice kaćunovki. Sastoji se od devet rodova.
Ime je došlo po rodu Vanilla iz tropskih krajeva Afrike, Amerike i Azije.

## Rodovi
Tribus Vanilleae Blume
1. Epistephium Kunth (28 spp.)
2. Clematepistephium N. Hallé (1 sp.)
3. Eriaxis Rchb.f. (1 sp.)
4. Lecanorchis Blume (24 spp.)
5. Vanilla Mill. (122 spp.)
6. Cyrtosia Blume (7 spp.)
7. Galeola Lour. (5 spp.)
8. Erythrorchis Blume (2 spp.)
9. Pseudovanilla Garay (8 spp.)